# 迪康·米切爾
迪康·埃米斯·湯瑪斯·米切尔（Dickon Amiss Thomas Mitchell；1978年10月8日—）是格林纳达政治人物。自2021年擔任全国民主大会领袖，並於2022年帶領該黨贏得國會大選，從而就任格林納達總理兼財政部長。

## 早年生活
米切爾出生於聖戴維區的小埃斯佩蘭斯（Petit Esperance），後畢業於西印度群島大學洞窟山分校並取得榮譽法學學士學位（LLB (Hons)），2002年於休·伍丁法學院獲得法律教育證書。
畢業後，米切爾於Grant, Joseph & Co.律師事務所從事法律工作（Associate Attorney-at-Law），後於2017年自立門戶成立米切爾（Mitchell & Co.）律師事務所。

## 政治生涯
米切爾於2021年10月31日當選全國民主大會領袖。

### 格瑞那達總理
米切爾領導的全國民主大會以略高於51％的得票率贏得2022年大選，取得眾議院15個席次中的9個。
贏得選舉後，米切爾宣布將通知總督絲茜爾·拉格雷納德女爵士將6月24日訂為全國公共假期（銀行假日），以便「公民可以慶祝解放日以及他們為格瑞那達、卡里亞庫和小馬提尼克所締造的勝利」。
2022年6月24日，米切爾接替基思·米切爾（兩者無親戚關係），宣誓就任格瑞那達第9任總理，承諾終止格瑞那達社會的裙帶關係，並改革選舉制度。米切爾兼任財政部部長，並成立新部門「動員、執行與轉型部」（Ministry of Mobilization, Implementation and Transformation），同時宣布將支付拖欠教師的薪資。
米切爾支持格瑞那達共和化，並表示希望國家在其執政期間成為共和國。